# Cominella tolagaensis
Cominella tolagaensis är en snäckart som beskrevs av Winston F. Ponder 1968. Cominella tolagaensis ingår i släktet Cominella och familjen valthornssnäckor. Inga underarter finns listade i Catalogue of Life.